# ارسنجان

شهرستان ارسنجان

اَرسَنجان (به پارسی میانه: ارسنگان) از شهرهای استان فارس و مرکز شهرستان ارسنجان است. بر پایه سرشماری عمومی نفوس و مسکن در سال ۱۳۹۵ جمعیت این شهر ۱۷٬۷۰۶ نفر بوده‌است.
پیرامون ارسنجان را جنگلهای سرسبز بناب و کوه‌های سربلند با مناظر بدیع احاطه کرده‌است. از مناظر دیدنی ارسنجان می‌توان به جنگلهای سرسبز طبیعی بناب، فیجان، خلیل بگ، تنگ اشکن و چشمه‌سارها ارتفاعات دال‌نشین کوه‌های قلات، دریاچه طشک، غار ضحاک، چشمه شیرخون، پیر با صفا، مروارید سبز (تک درخت روییده بر سنگ)، دریاچه ارسنجان و باغ‌های سرسبز شمال و غرب جنوب ارسنجان اشاره کرد.زبان اصلی مردم ارسنجان گویش فارسی دارند.

## جمعیت
بر پایه سرشماری عمومی نفوس و مسکن در سال ۱۳۹۵ جمعیت این شهر ۱۷٬۷۰۶ نفر (۵٬۲۸۴ خانوار) بوده‌است.

## وجه تسمیه
اسم اولیه این شهرستان ارژنگان یا ارسنگان بوده، که از دو بخش ارسن به معنای خوش آب و هوا و گان به معنای جا و مکان تشکیل شده. بعد از یورش اعراب به ایران و تغییر زبان ایرانیان نام این شهر به ارسنجان تغییر یافته‌است.

## ویژگی‌های تاریخی
شهر ارسنجان در کتب گذشته همچون فارسنامه ناصری، آثار العجم فرصت الدوله شیرازی، بستان السیاحه زین العابدین صوفی، دائرةالمعارف علامه دهخدا از آن نام برده‌اند، اما تاریخ صحیح و دقیقی که بتوان بر آن استناد جست و سال بنای این شهر را دانست در دست نیست.
شهرستان ارسنجان دارای چندین اثر باستانی، میراث فرهنگی و گردشگری مانند مسجد جامع، مدرسه سعیدیه، ایوان قدمگاه مربوط به دوره هخامنشی، قلاتخوار، جمال آباد، تل مهره‌ای (کمال‌آباد)، قصر منوچهر، مربوط به دوره ساسانی، تل تیموریان و تل کاخ، سد دختر، چشمه گمبان و…
شاعرانی چون میرزا محمود خان آغاز، میرزا مصطفی خان انجام، ناصر الدین خان سالار، سکینه آغازی ارسنجانی و دکتر مهدی حمیدی شیرازی از شاعران کهن ارسنجان هستند.

## زبان
زبان مردم شهر و شهرستان ارسنجان فارسی است. اکثریت فارس زبان هستند و عدهٔ کمی ترک‌زبان و عربی تکلم می‌کنند.

## پوشش گیاهی
درختان این منطقه شامل درختان کهن بنه (پسته کوهی)، الوک، ارژن بلوط، انجیر کوهی، گز، تنگز را شامل می‌شود و گیاهانی چون جاشیر، آویشن برگ پهن، آویشن برگ نازک، پرسیاوش، کنگر، قارچ کوهی (هکل و دنبل)، بن سرخ، پیازوک، پونه، نعنای وحشی، گل یخ، زعفران و بسیاری از این قبیل می‌باشد.

## آثار تاریخی
از آثار تاریخی این شهرستان می‌توان به آثار زیر اشاره کرد:
- تل تیموران
- ایوان قدمگاه
- قصر منوچهر
- مدرسه سعیدیه ارسنجان
- مسجد جامع
- تل شاه ولی که متأسفانه با بی‌تدبیری از بین رفت و با خاک یکسان شد.

از دیگر آثار می‌توان به قلعهٔ گچی مربوط به زمان اسماعیلیه، آسیاب آبی تل سفید، تنوره و برج آسیاب ملکشاه و سد دختر نام برد.

## جاذبه‌های گردشگری

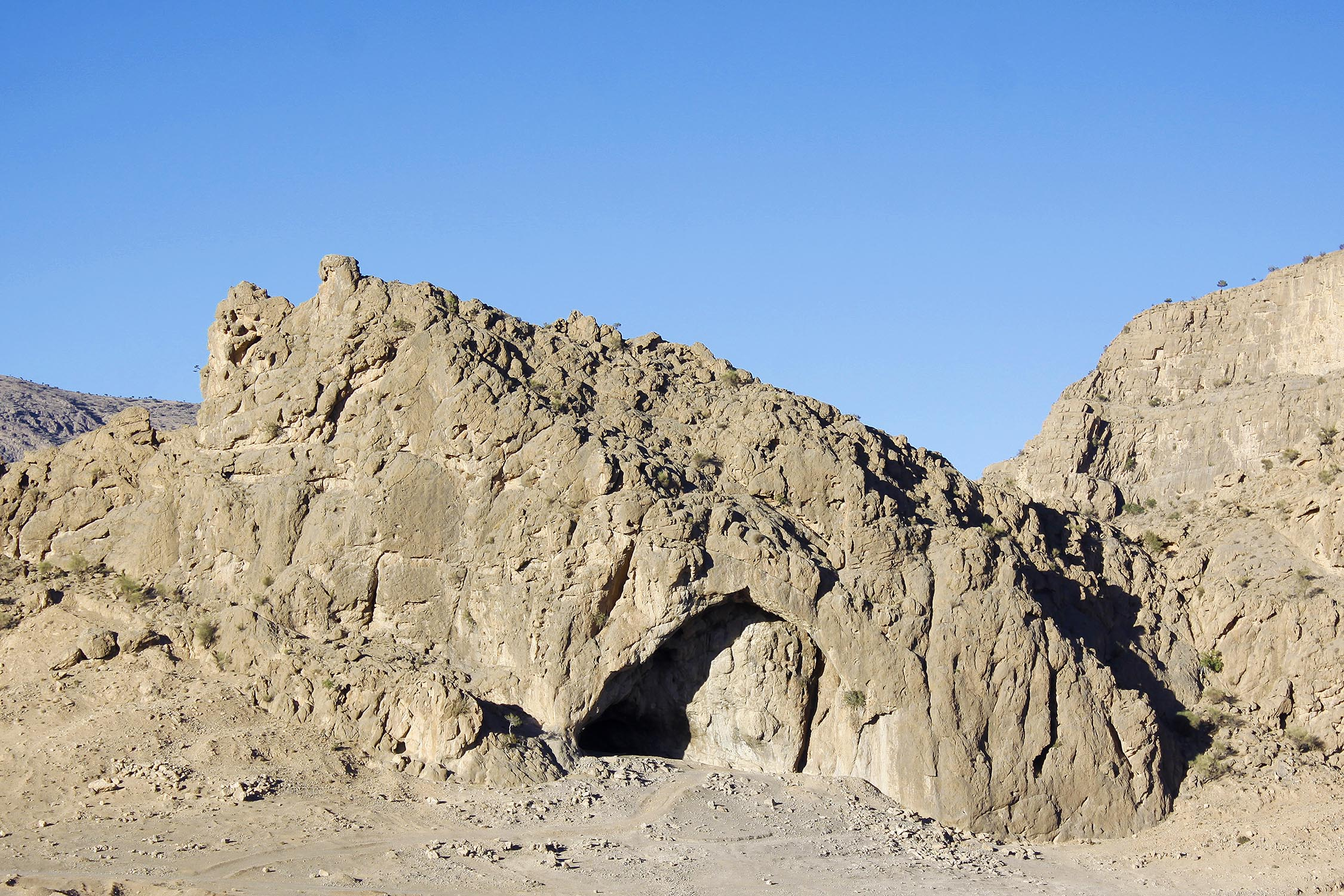
غار سیده خاتون مربوط به ۶۰ تا ۷۰ هزار سال قبل

از مناظر دیدنی ارسنجان می‌توان به موارد زیر اشاره نمود:
- چشمه گمبان
- جنگل بناب
- جنگل خلیل بیگ
- منطقه فیجان
- تنگ شکن
- دریاچه طشک
- غار ضحاک
- طاق پیر با صفا
- مروارید سبز ارسنجان
- غار سیده خاتون
- تل شرابی
- تل شنی
- تل روباهی

و باغ‌های سر سبز شمال، غرب و جنوب اشاره کرد.

## تقسیمات کشوری
بخش مرکزی
بخش توابع،به مرکزیت شوراب
- دهستان خبریز

- دهستان علی‌آباد ملک

## ره‌آورد
از سوغات ارسنجان می‌توان اقلامی چون رب انار، حلوای سین، آبنبات ارسنجان، زرد انار، سفیداب، بنه، اناردانه و تک را یاد کرد.

## مراکز آموزش عالی
- دانشگاه آزاد اسلامی واحد ارسنجان
- دانشگاه پیام نور واحد ارسنجان
- دبیرستان متوسطه غیرانتفاعی سما
- دبیرستان علیرضا اسکندری

## نگارخانه

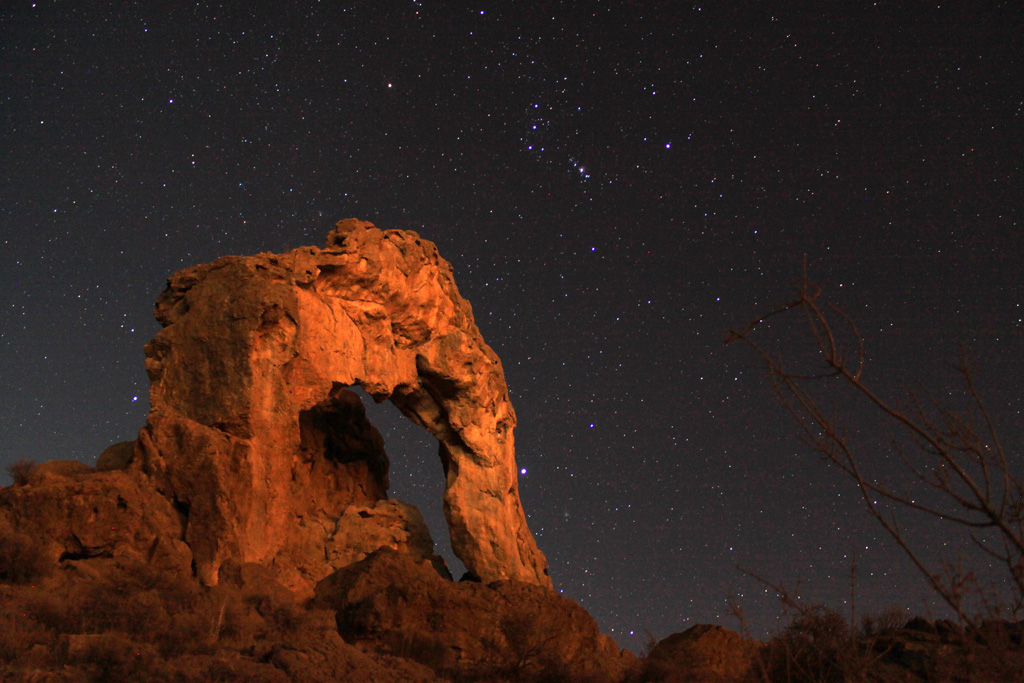
پیر با صفا
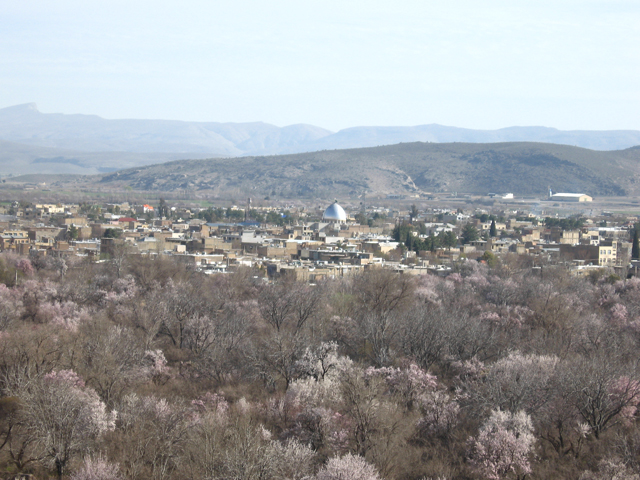
باغات ارسنجان
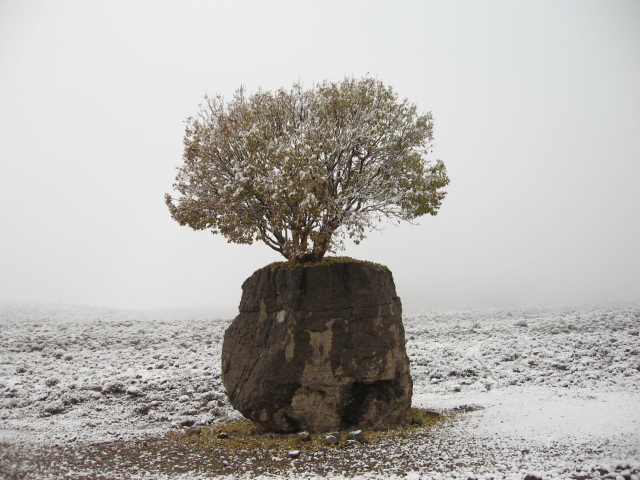
مروارید سبز ارسنجان در روز برفی
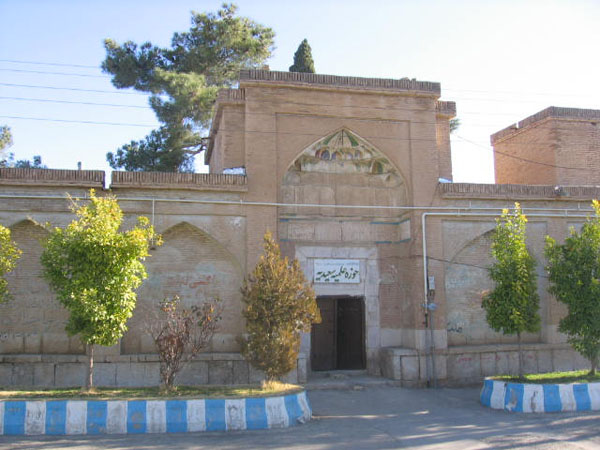
مدرسه علمیه سعیدیه ارسنجان
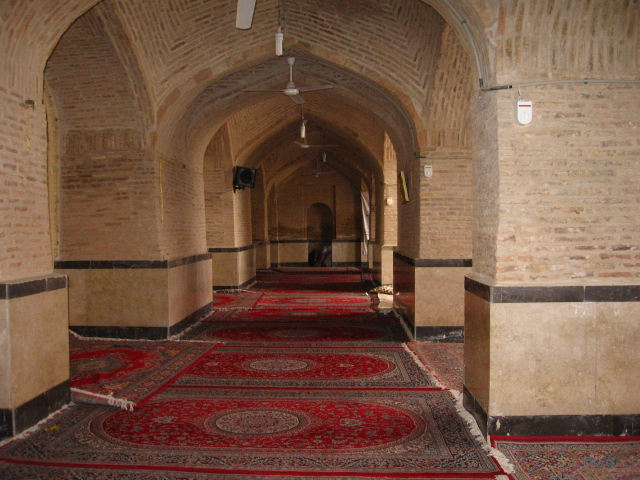
مسجد جامع ارسنجان
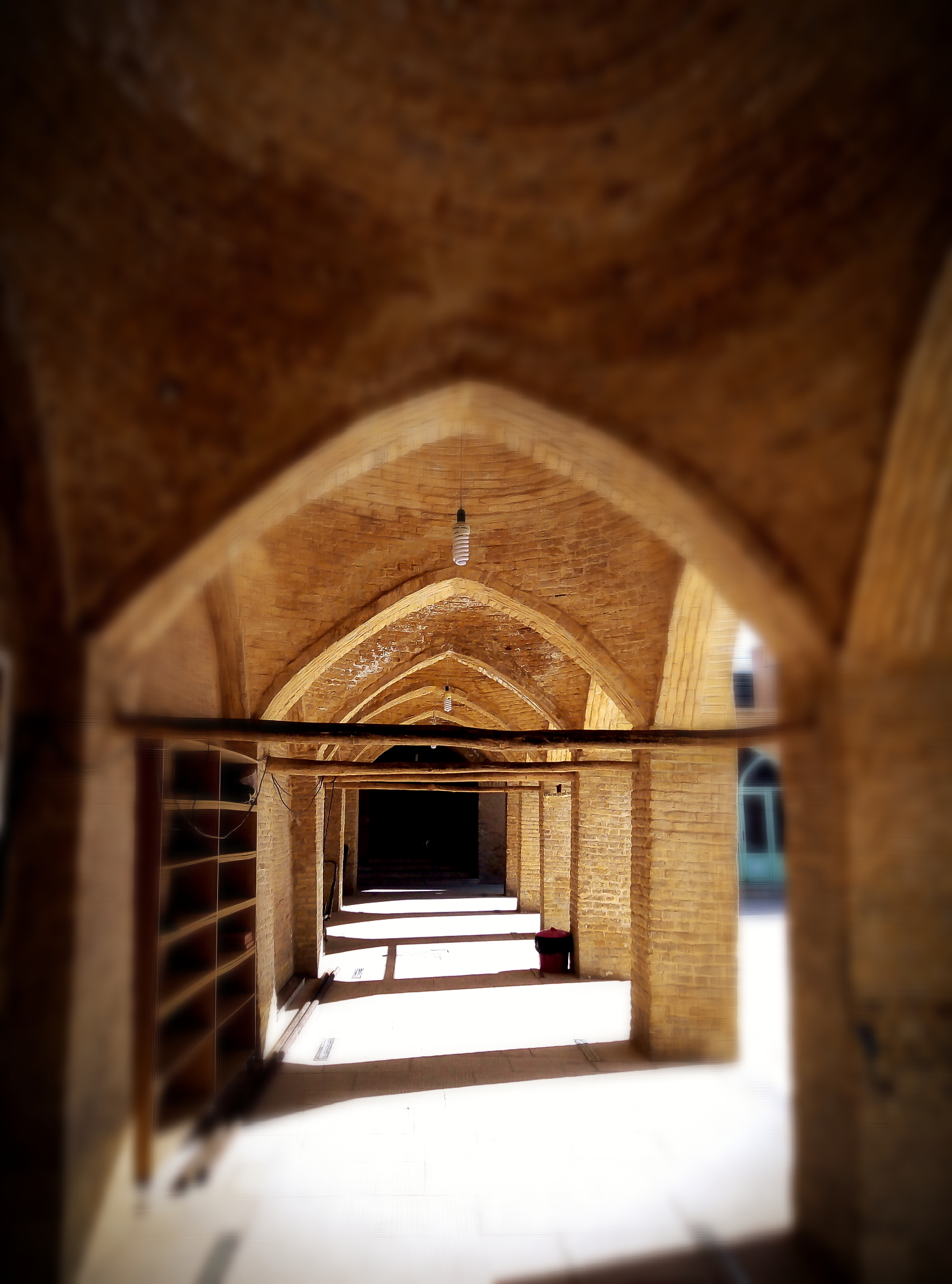
مسجد جامع ارسنجان
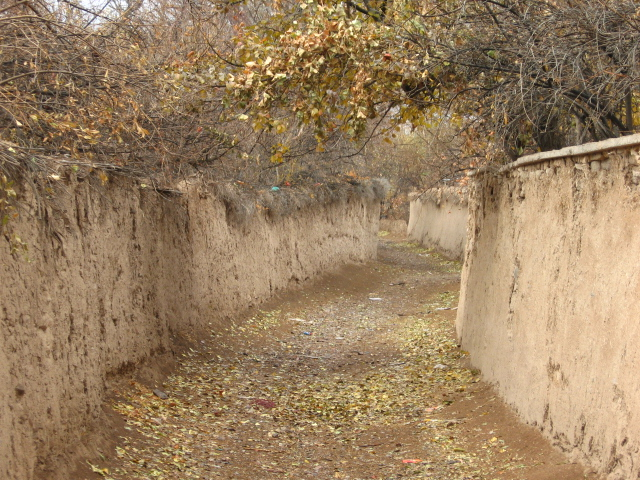
کوچه باغات ارسنجان در زمستان